# Chery Fulwin 2
La Chery Fulwin 2 est un modèle d'automobile sous-compacte fabriquée par le constructeur automobile chinois Chery. C'est la successeure de la Cowin de la gamme Chery.

## Présentation
La voiture a été présentée pour la première fois au Salon de l'auto de Pékin 2008. Une version restylée a été présentée au salon de l'automobile de Guangzhou 2012. Elle est également fabriquée en Ukraine par kits, depuis 2011, par la société locale AvtoVAZ sous le nom de ZAZ Forza. Au total, 4 138 unités ont été produites en 2011, 2 853 unités en 2012, et 1 447 unités en 2013. Les voitures assemblées en Ukraine sont vendues en Russie, comme étant la Chery Very (hayon) et la Chery Bonus (liftback).

## Galerie

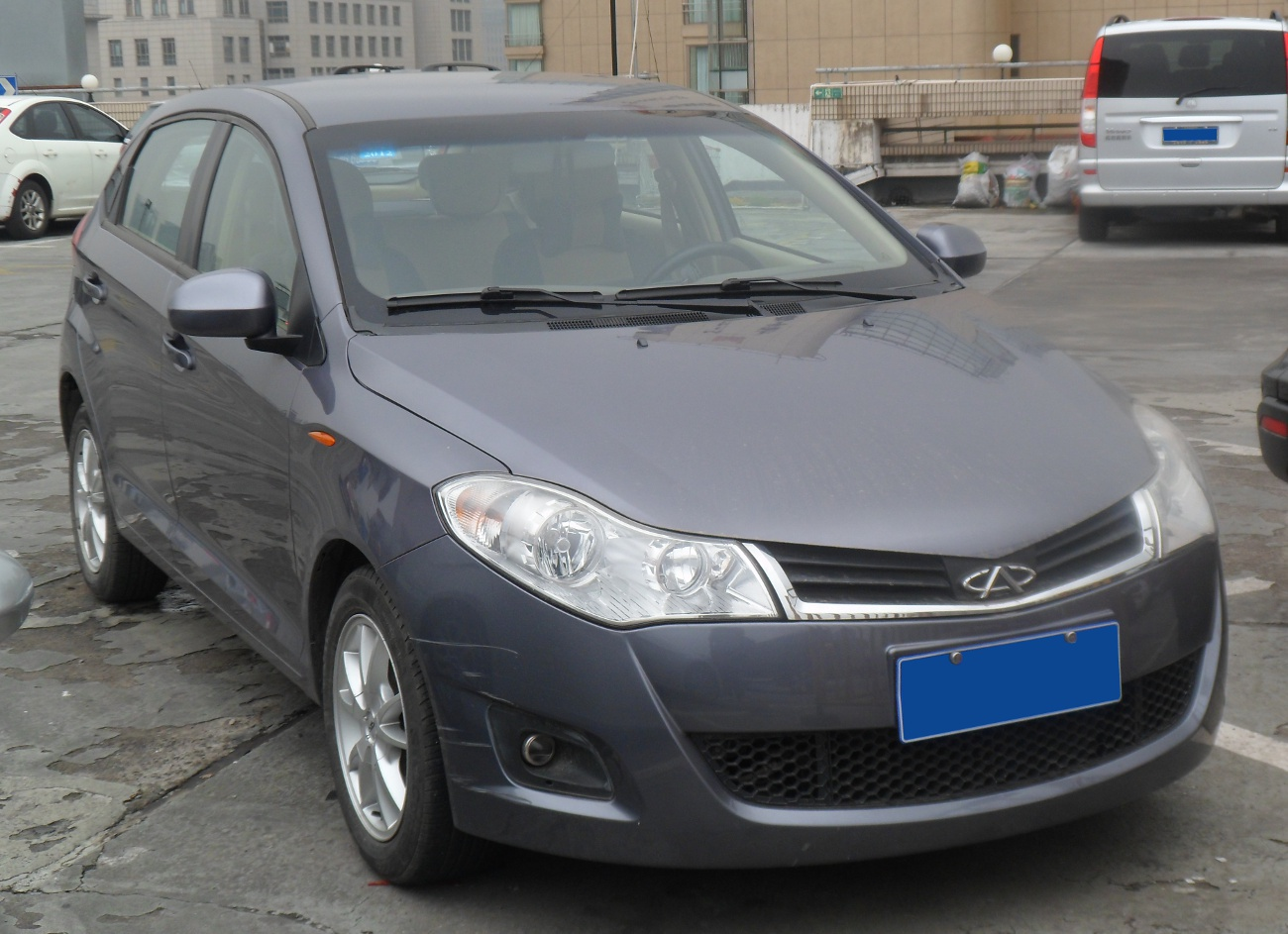
Chery Fulwin 2 à hayon
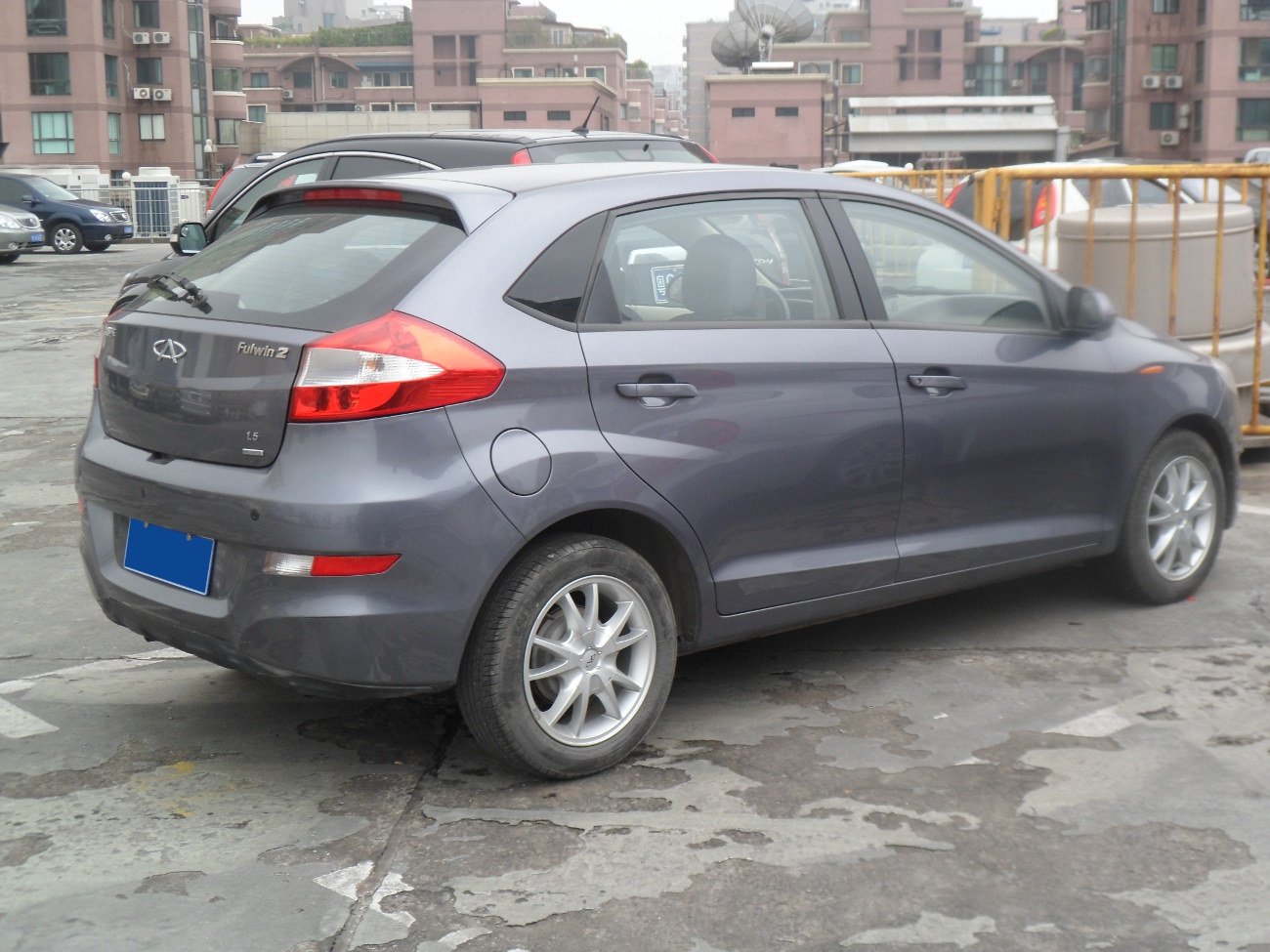
Chery Fulwin 2 à hayon
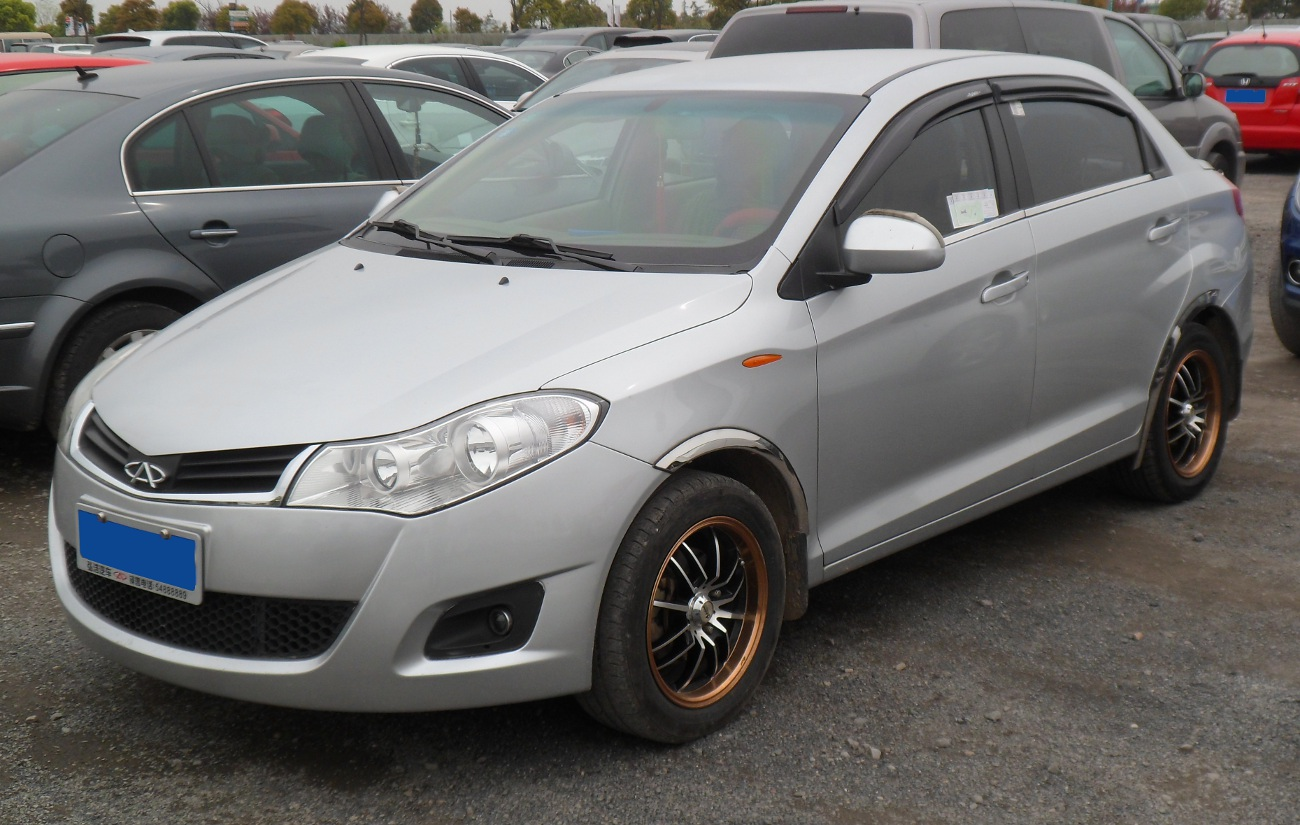
Berline Chery Fulwin 2
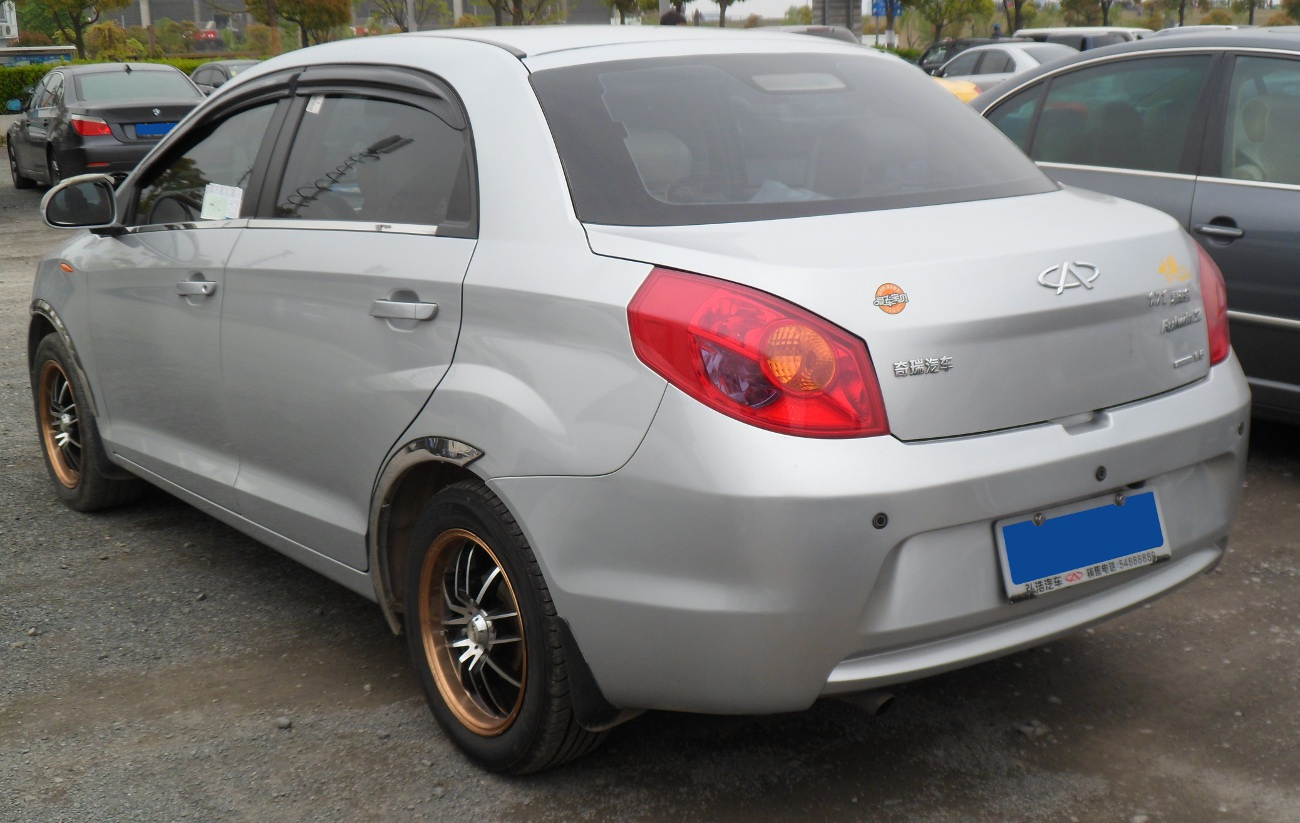
Berline Chery Fulwin 2

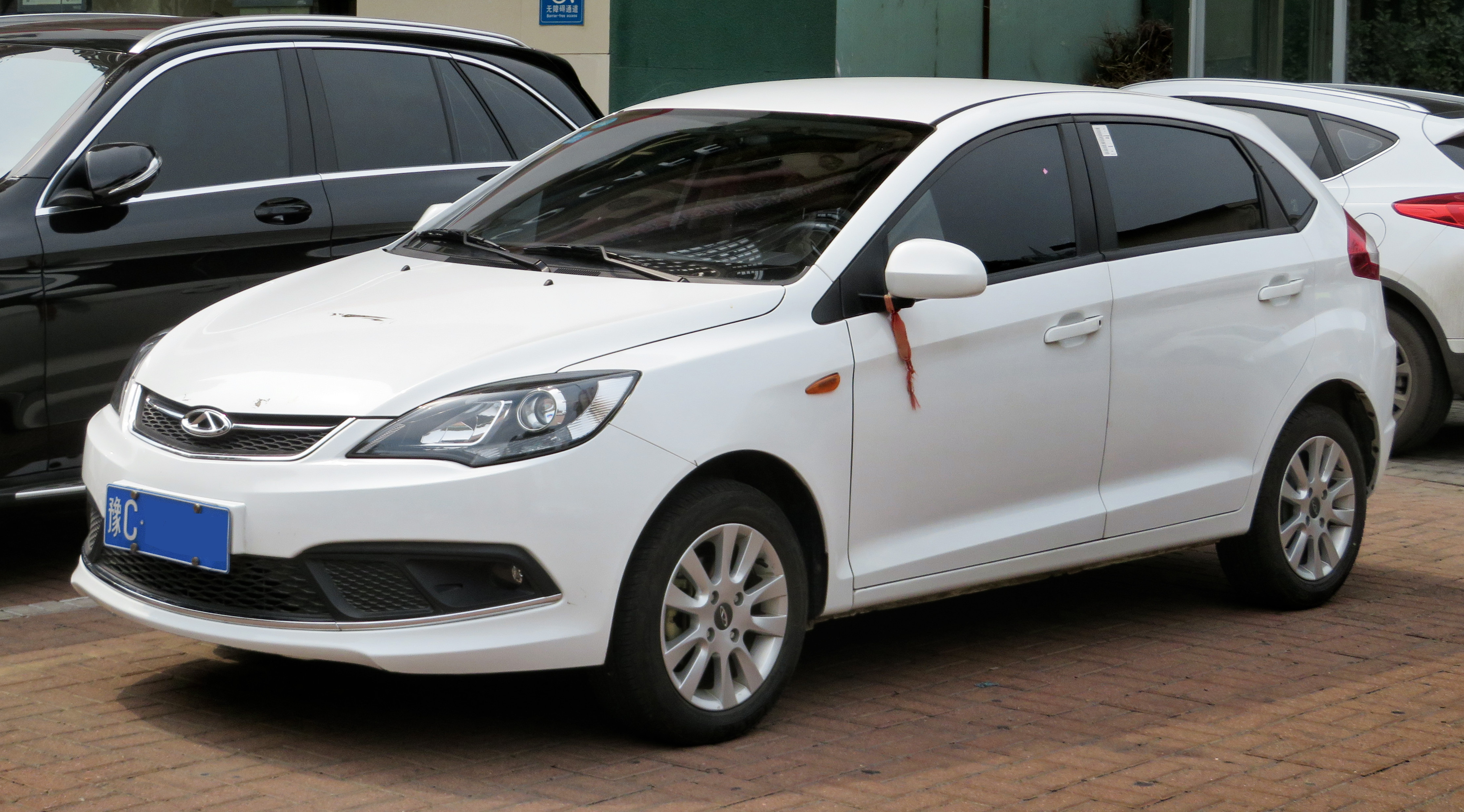
Chery Fulwin 2 à hayon (lifté)
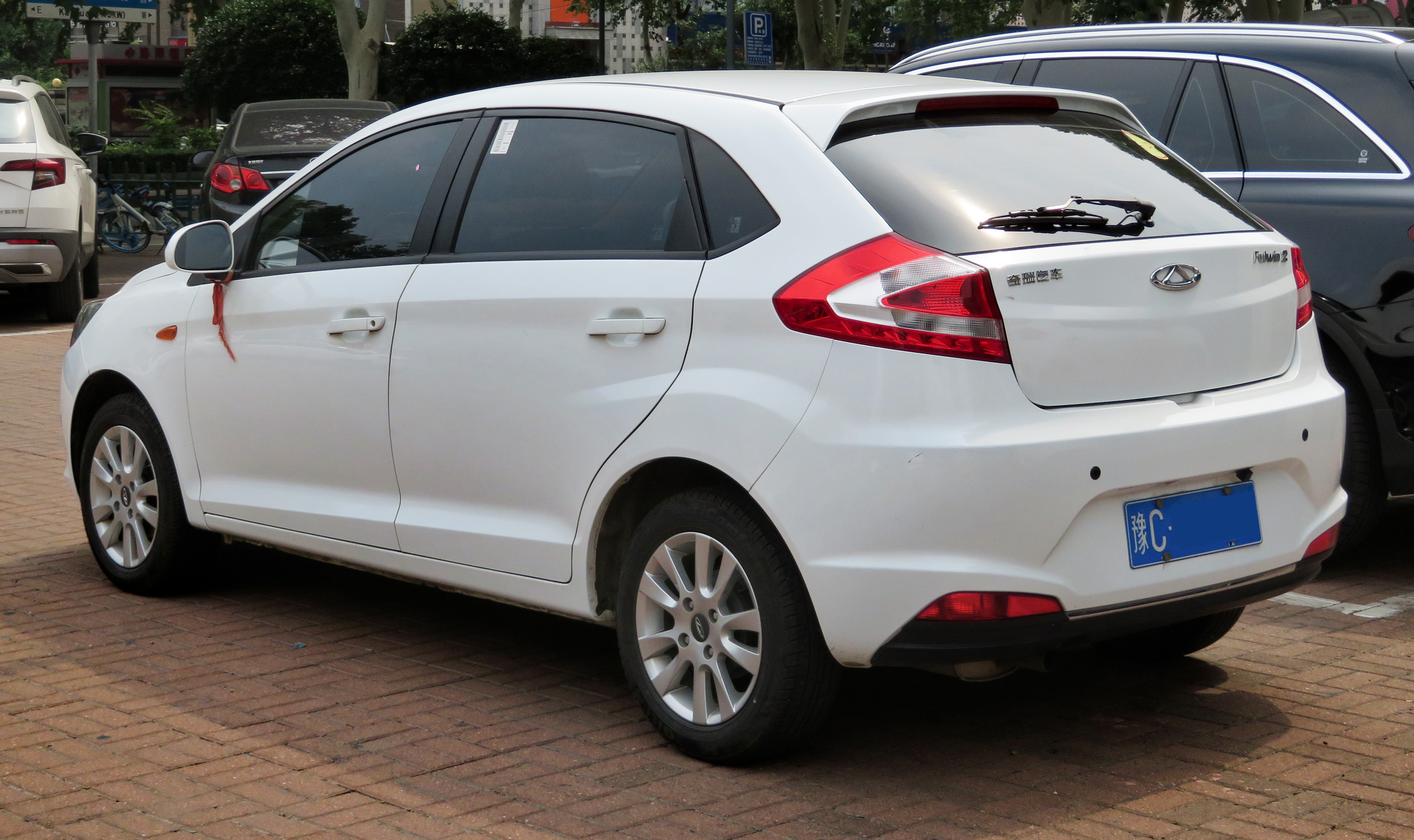
Chery Fulwin 2 à hayon (lifté)
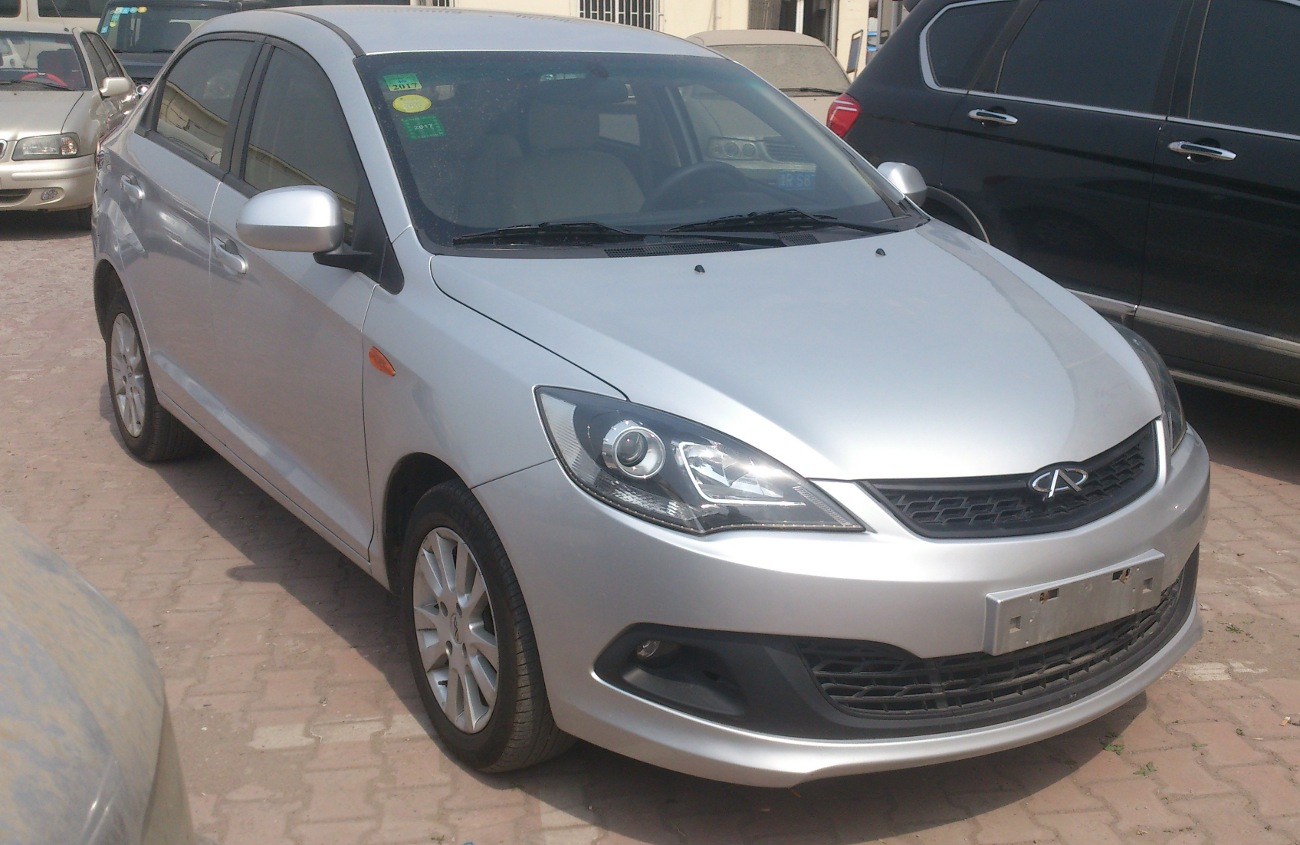
Berline Chery Fulwin 2 (lifté)
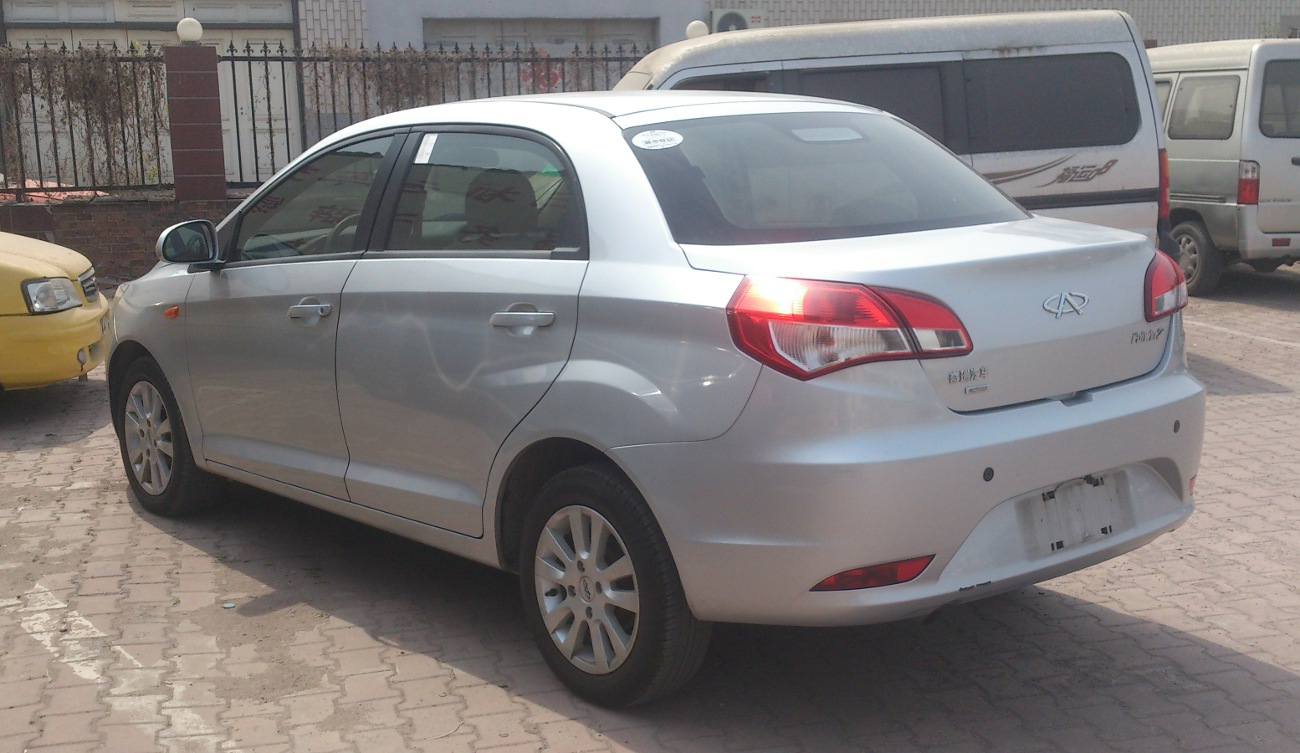
Berline Chery Fulwin 2 (lifté)